# Chambry (Aisne)
Chambry – miejscowość i gmina we Francji, w regionie Hauts-de-France, w departamencie Aisne.
Według danych na styczeń 2014 roku gminę zamieszkiwało 760 osób, a gęstość zaludnienia wynosiła 85,8 osób/km².